# Hybolasius femoralis
Hybolasius femoralis är en skalbaggsart som beskrevs av Thomas Broun 1893. Hybolasius femoralis ingår i släktet Hybolasius och familjen långhorningar. Inga underarter finns listade i Catalogue of Life.